# 大连金普新区
大连金普新区是中华人民共和国辽宁省大连市的国家级新区，范围包括大连市金州区全部行政区域和普兰店区部分地区。是第10个国家级新区。地处辽东半岛南部、大连市区东北部，东临黄海，西南与甘井子区大连湾街道毗邻，西濒渤海，北与瓦房店市、普兰店区接壤，总面积约2299平方千米。2020年第七次人口普查，金普新区常住人口1545491人。

## 历史
- 清顺治十八年（1661年），始设金州巡检司，隶海城县。
- 清光绪二十三年（1897年）冬，沙皇俄国舰队侵占旅顺口，在金州地区设“金州市”“金州行政区”，属关东省。
- 中华民国二年（1913年），中华民国政府改金州厅为金县，隶奉天省。
- 中华民国十四年（1925年），改属沈阳道。
- 中华民国十八年（1929年），废道制，改奉天省为辽宁省，金县直属辽宁省。
- 1987年4月21日，国务院批准金县撤县建区，称大连市金州区。同年5月20日，举行撤县建区大会。自此，大连市金县改称大连市金州区。
- 2014年6月23日	《国务院关于同意设立大连金普新区的批复》（国函〔2014〕76号）：“	我国面向东北亚区域开放合作的战略高地、引领东北地区全面振兴的重要增长极、老工业基地转变发展方式的先导区、体制机制创新与自主创新的示范区、新型城镇化和城乡统筹的先行区。”
- 2016年8月，中共中央、国务院决定在辽宁等省市新设7个自贸试验区。
- 2017年4月10日，中国（辽宁）自由贸易试验区大连片区正式成立。